# Axel Gundrum
Axel Gundrum (* 1953 in Hagen) ist ein deutscher Maler, Grafiker und Bildhauer.

## Leben
Gundrum wurde in Hagen in Westfalen geboren und wuchs in Lotte-Halen auf. Nach dem Schulabschluss absolvierte er in Osnabrück eine Ausbildung zum Siebdrucker. Er studierte an der Fachschule für Gestaltung in Osnabrück mit dem Abschluss als Gestaltungstechniker. 1978 zog er nach Osnabrück und 1999 nach Bramsche-Malgarten, wo er Atelier und Wohnsitz im Kloster Malgarten hatte. Dort baute er auch die „Galerie im Kloster Malgarten“ mit auf. Seit 2004 lebt und arbeitet er in Potsdam.
Gundrum ist Mitglied der Künstlergruppe Melpomene. Er selbst bezeichnet sich als „postmodern“.

## Werke im Öffentlichen Raum
Im Öffentlichen Raum der Stadt Osnabrück befinden sich zwei Werke Gundrums, die er für die Erinnerungsstätte „Hexenwahn“ schuf. Die großformatigen Gemälde erinnern an die Hinrichtung von 276 Frauen und zwei Männern in der Stadt im 16. und 17. Jahrhundert. Sie greifen Werke des im KZ Auschwitz ermordeten Osnabrücker Malers Felix Nussbaum (1904–1944) auf.

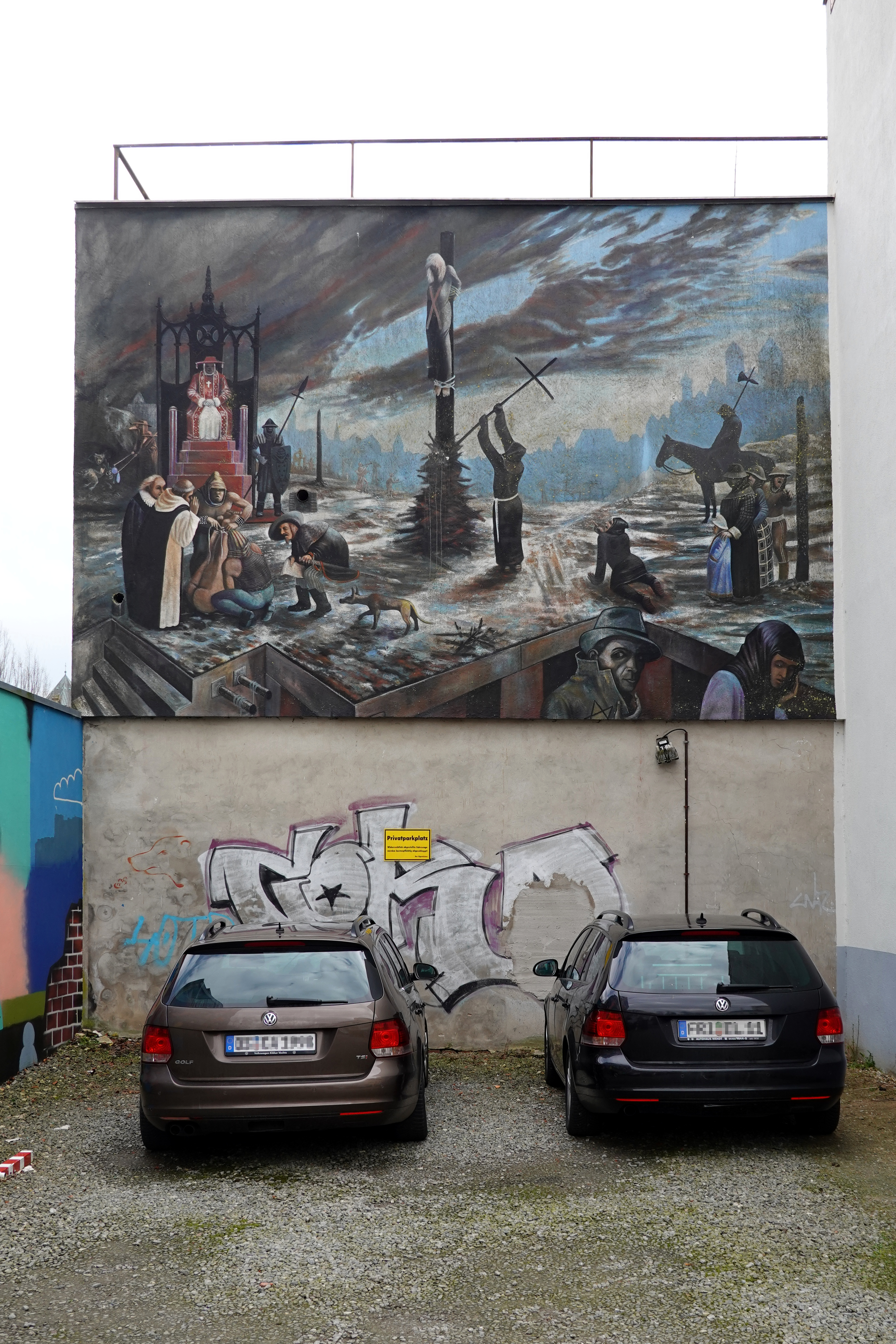
Erinnerungsstätte „Hexenwahn“  (Kunstwerk am linken Gebäude)
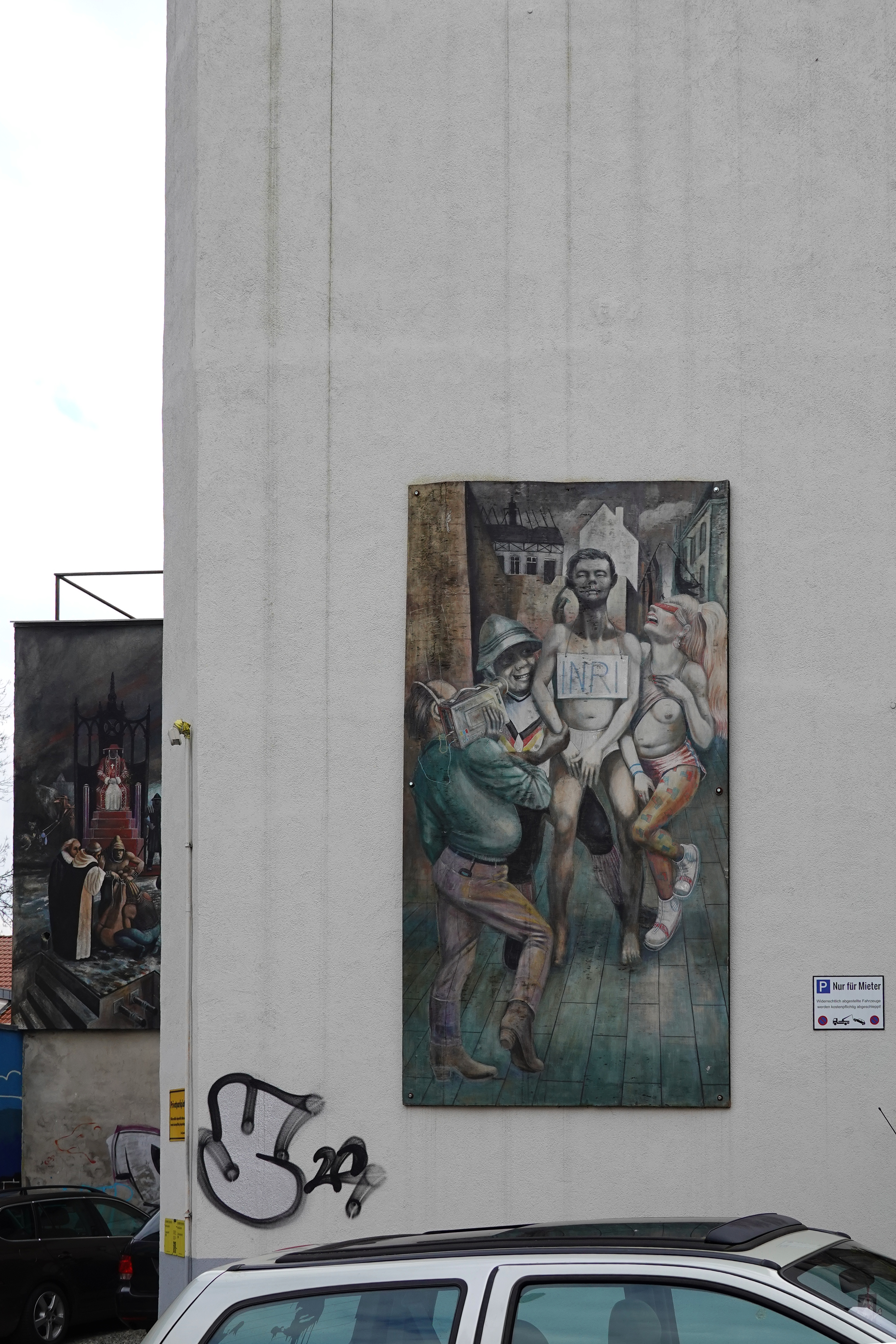
Erinnerungsstätte „Hexenwahn“ (Kunstwerk am rechts anschließenden Gebäude)
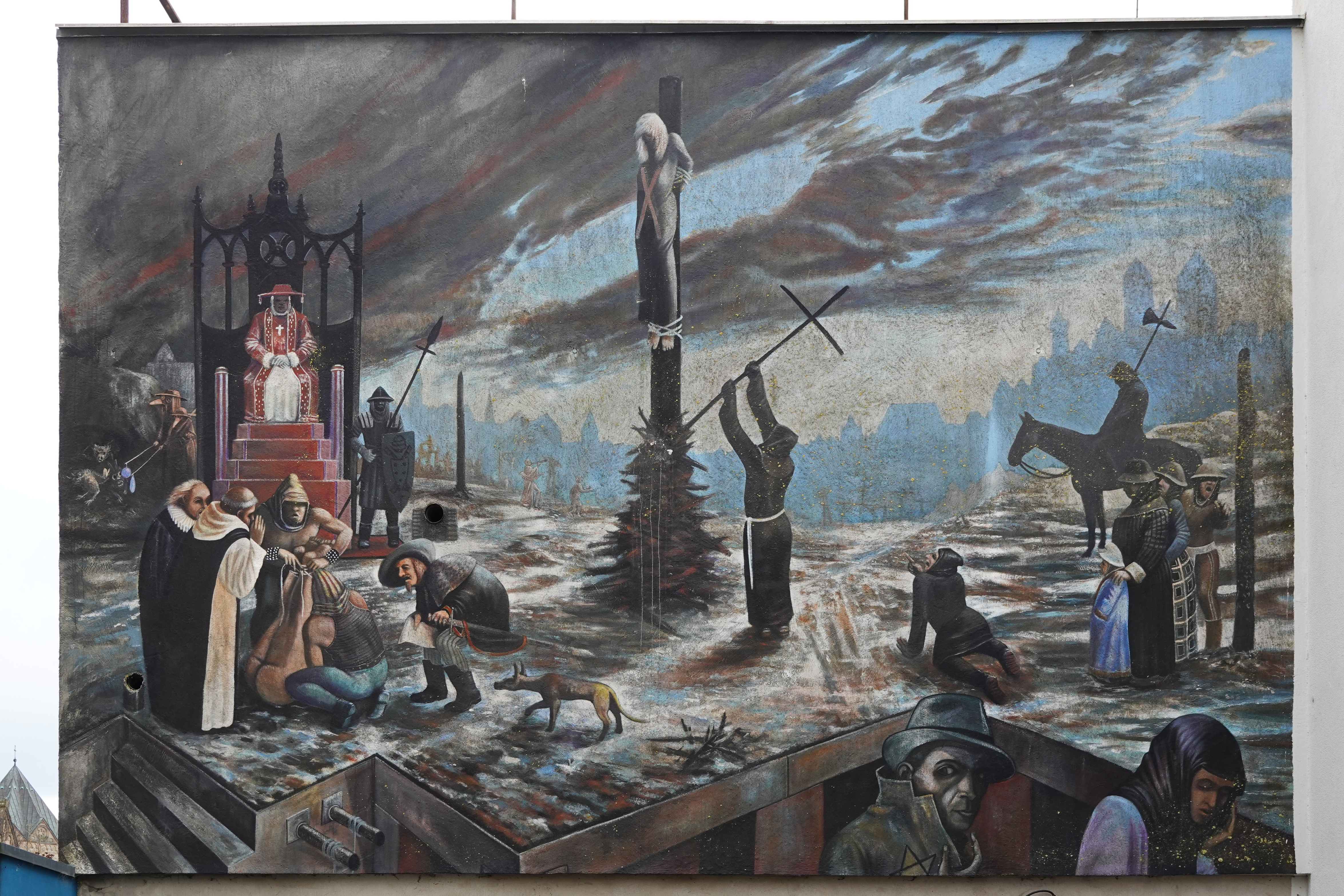
Hexenwahn (1998)
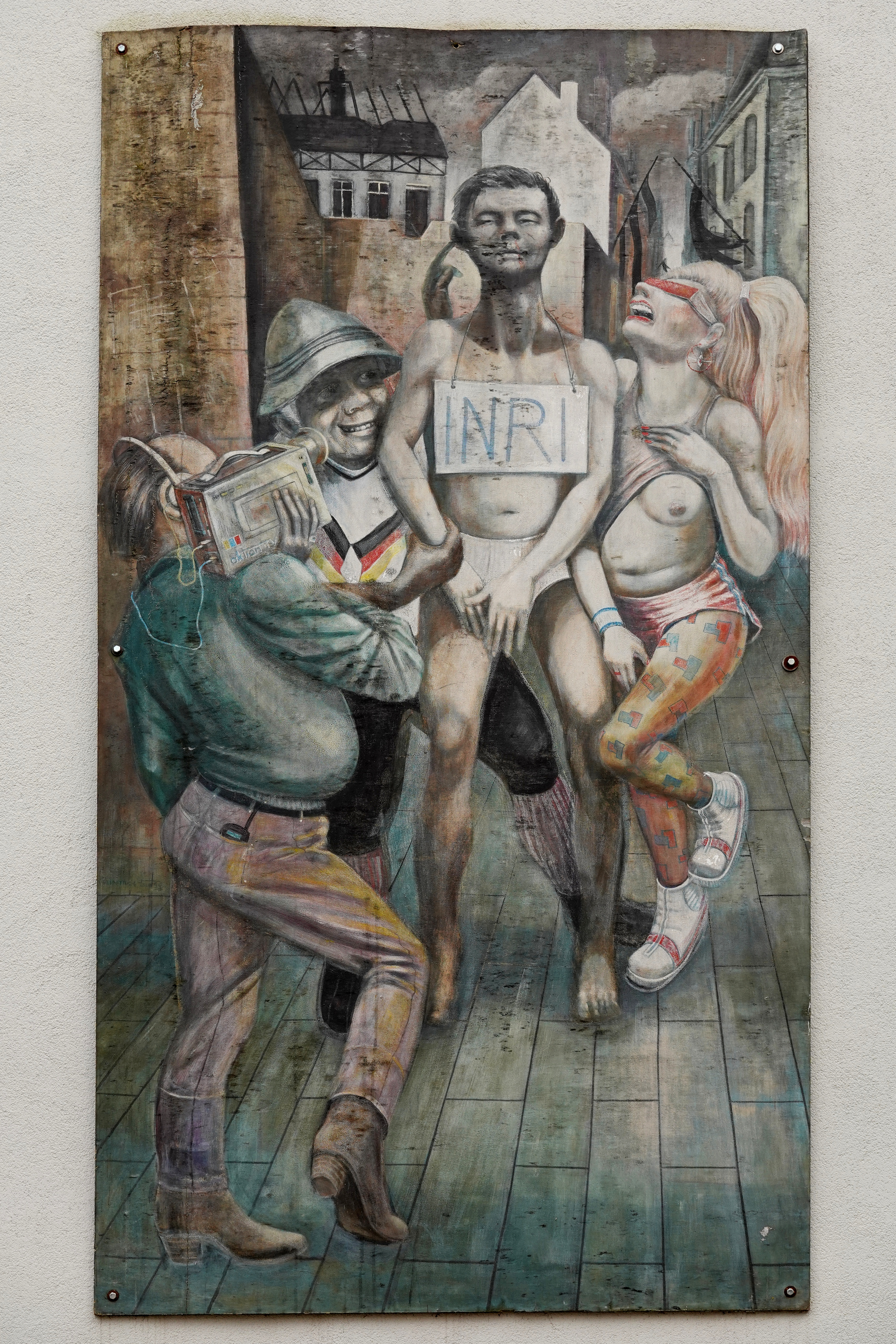
Die Verspottung (1999)

## Einzelausstellungen (Auswahl)
- 1989 Kunsthalle Dominikanerkirche, Osnabrück
- 1992 Kulturhistorisches Museum, Osnabrück
- 1996 Galerie im Schloss Herten, Herten
- 1999 Galerie im Kloster Malgarten, Bramsche
- 2003 Galerie im Schloss Borbeck, Essen
- 2008 Gotisches Haus Spandau, Berlin

## Gemeinschaftsausstellungen (Auswahl)
- 1992 Zentrales Haus der Künstler, Moskau
- 1996 Martin-Gropius-Bau, Berlin
- 1997 Haus der Parlamentarischen Gesellschaft, Bonn
- 2000 Kunsthalle Dominikanerkirche, Osnabrück
- 2000 Expo 2000, Hannover
- 2006 Museum für Kommunikation Berlin
- 2008 Centrum voor Beldende Kunst, Hilversum